# Гаджук Ілля Петрович
Ілля Петрович Гаджук (нар. 2 серпня 2002) — український футболіст, півзахисник.

## Клубна кар'єра
Напередодні старту сезону 2019/20 років приєднався до «Ворскли». Більшу частину сезону провів у юніорській (U-19) команді полтавчан, також зіграв 2 матчі за команду U-21. Влітку 2020 року почав залучатися до тренувань першої команди. За головну команду «Ворскли» дебютував 28 червня 2020 року в нічийному (0:0) домашньому поєдинку 28-о туру Прем'єр-ліги проти донецького «Олімпіка». Ілля вийшов на поле на 90+2-й хвилині, замінивши Едіна Шехича. За підсумками того сезону став з командою фіналістом Кубка України 2019/20, але на тому турнірі у жодній грі не зіграв. Загалом до кінця року зіграв за полтавчан 5 ігор у чемпіонаті України.
У березні 2021 року разом із одноклубником Олегом Власовим перейшов у «Динамо» (Київ), підписавши угоду строком на три роки. Утім в подальшому за киян не провів жодної гри. 

## Кар'єра в збірній
Викликався до табору юнацької збірної України (U-18), але в її складі не зіграв жодного поєдинку.

## Досягнення
- Фіналіст Кубка України: 2019/20